# Sand Castle (2017)
Sand Castle ist ein amerikanischer Kriegsfilm (Antikriegsfilm) des brasilianischen Regisseurs Fernando Coimbra aus dem Jahr 2017. Das Filmdrama basiert auf den wahren Erlebnissen des Autors Chris Roessner und wurde von 42 und Treehouse Pictures produziert. Vertrieben wurde der Film von Netflix, das den Film am 21. April 2017 veröffentlichte.

## Handlung
Der junge Infanterist Pvt. Matt Ocre tritt der US-Armee bei, um sein Studium zu finanzieren. Er ist nach kurzer Zeit vom militärischen Alltag abgestoßen und versucht sich dem Dienst zu entziehen, indem er sich selbst seine Hand bricht. Innere (Off-)Stimme Ocres: “A war story can’t be true unless it’s got some shame attached to it.” Doch kurz nachdem die Hand verheilt ist, erhält seine Einheit den Einsatzbefehl und wird während des Irakkrieges in denselben verlegt.
Nachdem ein US-Hubschrauber irrtümlicherweise eine Wasserleitung sowie die zugehörige Pumpstation in dem Dorf Baquba zerstört hat, erhält seine Einheit den Auftrag, diese zu reparieren. Während der Reparaturarbeiten ist dieselbe Einheit für die Verteilung des Wassers an unterschiedlichen Punkten verantwortlich. Im Verlauf kommt es während eines Versorgungsstopps zu einem Angriff auf die Einheit, wobei ein Kamerad im Feuergefecht getötet wird. Der örtliche Scheich verweigert die Mithilfe bei der Mobilisation der lokalen Bevölkerung, da er glaubt, diese und sich selbst der Rache der Widerstandskämpfer auszusetzen; von einem Schutz durch die US-Armee ist er (zurecht) nicht zu überzeugen. 
Bald darauf tritt der örtliche Schulleiter mit dem Protagonisten in Kontakt, wodurch die Soldaten bei den Reparaturmaßnahmen einige Iraker als Unterstützung gewinnen, darunter den Bruder des Schuldirektors, einen Maschinenbauingenieur, der sich als versierter und beherzter Helfer erweist. Einheimische Widerstandskämpfer wollen die Kooperation jedoch verhindern und statuieren ein Exempel, indem sie den Schuldirektor töten und auf bestialische Weise verstümmelt öffentlich zur Schau stellen. Nachdem die Arbeit trotzdem vorangeht, schmuggelt sich eines Tages ein Attentäter unter die Arbeiter der Pumpstation, der einen Sprengstoffanschlag verübt. Ocre gerät immer tiefer in das Töten und Sterben eines Krieges hinein, den er nicht versteht. Am Ende ist er eine scheinbar leere Hülle, die nur noch Vergeltung will. Doch seine Vorgesetzten schicken ihn, gegen seinen Willen, zurück nach Hause in die Vereinigten Staaten.

## Entstehungsgeschichte
Der Inhalt des Filmes basiert auf den Erlebnissen des Autors Chris Roessner, der als Maschinengewehrschütze im Irakkrieg eingesetzt war. Sein Drehbuch befand sich 2012 auf der Black List (Liste nicht verfilmter Drehbücher).

## Kritiken
“An engaging, gripping fact-based drama.”

„Ein einfangendes, auf Fakten basierendes Drama.“

„Sand Castle ist ein Film, der voller Spannung und Angst ist und die Zuschauer den Soldaten über die Schulter schauen lässt.“